# Наука за системите
Науката за системите, или системология, е интердисциплинарна научна област, която изучава природата на комплексните системи в природата, обществото и науката.
Тя се стреми да развие интердисциплинарни основи, които да бъдат приложими за различни области, като инженерната наука, биологията, медицината и социалните науки.
Науката за системите покрива полета от формалните науки, като комплексни системи, кибернетика, теория на динамичните системи и системна теория, и приложенията в полето на природните и социлните науки, и инженерната наука, като теория на управлението, изследване на операциите, теория на социалните системи, системна биология, динамика на системите, екология на системите, инженеринг на системи и психология на системите.